# Milà-Sanremo 1999
La Milà-Sanremo 1999 fou la 90a edició de la Milà-Sanremo. La cursa es va disputar el 20 de març de 1999 i va ser guanyada pel belga Andrei Txmil, que s'imposà a l'esprint en la meta de Sanremo.
198 ciclistes hi van prendre part, i 169 van acabar la cursa 169.

## Classificació final
|    | Ciclista          | Equip                 | Temps      |
| -- | ----------------- | --------------------- | ---------- |
| 1  | Andrei Txmil      | Lotto-Mobistar        | 6h 52' 37" |
| 2  | Erik Zabel        | Team Telekom          | m. t.      |
| 3  | Zbigniew Spruch   | Lampre - Daikin       | m. t.      |
| 4  | Stefano Garzelli  | Mercatone Uno-Bianchi | m. t.      |
| 5  | Lauri Aus         | Casino                | m. t.      |
| 6  | Léon van Bon      | Rabobank ProTeam      | m. t.      |
| 7  | Peter Van Petegem | TVM-Farm Frites       | m. t.      |
| 8  | Jo Planckaert     | Lotto-Mobistar        | m. t.      |
| 9  | George Hincapie   | US Postal Service     | m. t.      |
| 10 | Gabriele Balducci | Navigare-Gaerne       | m. t.      |